# Bernuy-Salinero
Bernuy-Salinero es una pedanía española perteneciente al municipio de Ávila, capital de la provincia homónima, en la comunidad autónoma de Castilla y León. Cuenta con una población de 15 habitantes (INE 2021).

## Demografía

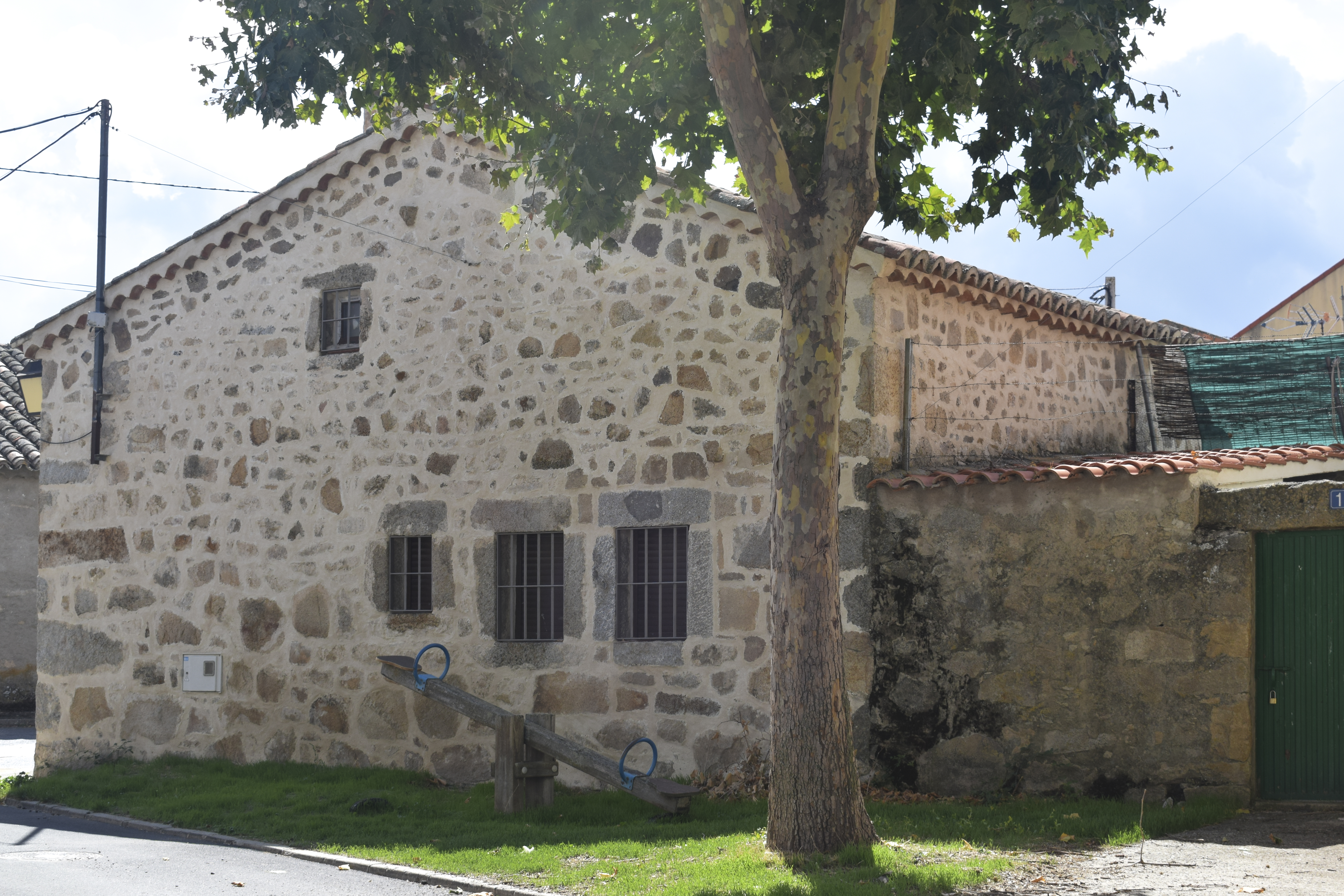
Arquitectura popular

| Gráfica de evolución demográfica de Bernuy-Salinero entre 1842 y 1970 |
| |
| Población de derecho según los censos de población del INE. Población de hecho según los censos de población del INE.En estos censos se denominaba Bernui Salinero: 1842. Entre el censo de 1981 y el anterior, este municipio desaparece porque se integra en el municipio Ávila. |

| Gráfica de evolución demográfica de Bernuy-Salinero entre 2000 y 2012         |
|                                                                               |
| Población (2000-2012) según el nomenclátor de unidades poblacionales del INE. |

## Patrimonio
- Dolmen del Prado de las Cruces

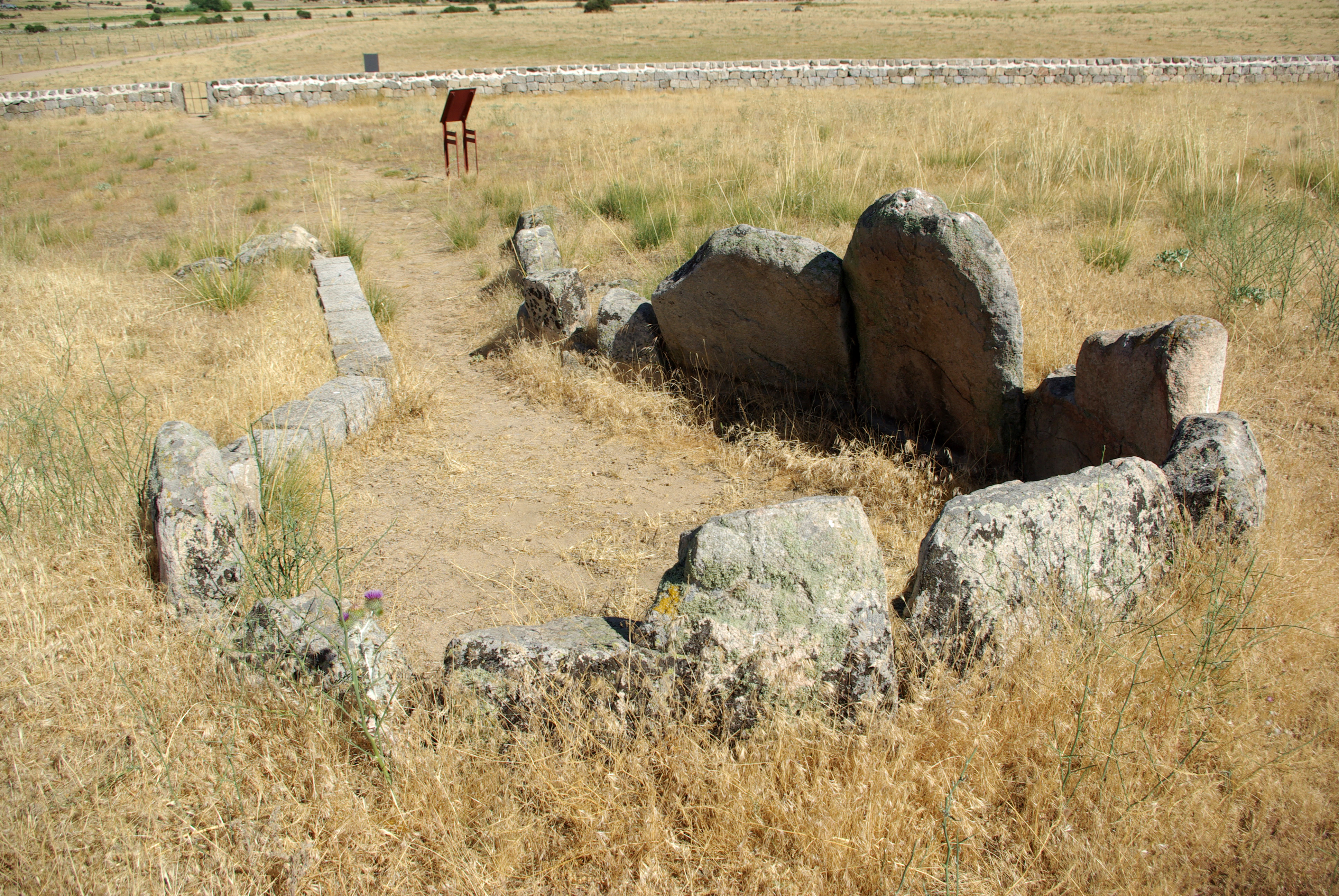
Dolmen del Prado de las Cruces

En la localidad se encuentra un singular ejemplo de arquitectura megalítica datado entre finales del Neolítico y comienzos de la Edad del Bronce, el llamado «Dolmen del Prado de las Cruces». Se trata de un sepulcro de corredor con cámara circular y corredor de acceso, cubierto por un túmulo de tierra y piedras. Fue declarado Bien de Interés Cultural en la categoría de zona arqueológica el 31 de agosto de 1995.

## Transporte
| Línea    | Itinerario de las líneas urbanas de autobús en Ávila |  |
| Línea 12 | Bernuy-Urraca-San Vicente                            |  |